# Uitgeverij De Muiderkring
Uitgeverij De Muiderkring N.V. was een uitgeverij gevestigd in Muiden die gespecialiseerd was in de uitgave van boeken over elektronica. Samen met de firma Amroh produceerden ze ook elektronica-apparatuur en -onderdelen.

## Enkele publicaties
- Buizenboek
- Elektronisch Jaarboekje
- Dr. Blan
- Radio Bulletin
- Miniatuurbanen